# Кочуково (Юкаменський район)
Кочу́ково (рос. Кочуково) — присілок у складі Юкаменського району Удмуртії, Росія.
Населення — 45 осіб (2010; 54 в 2002).
Національний склад (2002):
- удмурти — 94 %

У присілку народилась Маргарита Гришкіна — удмуртська громадська діячка та науковиця, доктор історичних наук, заслужена діячка науки Удмуртії та Росії, професорка Російської Академії природознавства. Член Національних зборів Всеудмуртской асоціації «Удмурт Кенеш». Лавреатка Всеудмуртської національної премії імені Кузебая Герда (1992), відзначена Почесною грамотою Російської академії наук.